# Xylostola indistincta
Xylostola indistincta är en fjärilsart som beskrevs av Moore 1882. Xylostola indistincta ingår i släktet Xylostola och familjen nattflyn. Inga underarter finns listade i Catalogue of Life.